# Brian Wildsmith
Brian Wildsmith (* 22. Januar 1930 in Penistone, South Yorkshire, England; † 31. August 2016 in Grasse, Alpes-Maritimes, Frankreich) war ein britischer Maler und Kinderbuchillustrator.

## Leben
Wildsmith wurde 1930 in einem kleinen Bergarbeiterdorf geboren und ging in Sheffield zur Oberschule. 1946 schrieb er sich im Alter von siebzehn Jahren an der Barnsley School of Art ein und blieb dort bis 1949. Dort lernte er seine spätere Ehefrau kennen, die Tochter eines Angestellten des Wentworth Woodhouse. An der Barnsley Kunstschule errang er ein Stipendium für die Slade School of Fine Art in London, wo er bis 1952 unter anderem bei William Coldstream studierte.
Nach seinem Abschluss in London absolvierte Wildsmith seinen Wehrdienst. 1955 heiratete er und begann als Kunstlehrer an der Londoner Selhurst High School, bevor er sich 1957 selbständig machte. Für den Verlag John Murray und andere entwarf Wildsmith Buchumschläge. Des Weiteren war er bis 1964 als Buchillustrator im Stil des Lineart für Verlage wie Penguin Books oder Oxford University Press tätig. In diesen Jahren lehrte er auch einmal pro Woche am Maidstone College of Art, das heute ein Teil des Kent Institute of Art & Design ist.
Ab 1971 lebte und arbeitete Wildsmith mit Frau und vier Kindern in den Hügeln der Provence in Südfrankreich in einem Dorf zwischen Cannes und Grasse.

## Wirken und Wirkungen
Seit 1957 wurde Wildsmith von verschiedenen Herausgebern von Kinderbüchern in England, besonders von der Oxford University Press, gefördert. Sein Kinderbuch ABC wurde 1962 mit der Kate Greenaway Medal ausgezeichnet.
Im Jahre 1994 wurde in Izu-kogen südlich von Tōkyō ein Brian Wildsmith-Kunstmuseum eingerichtet, das zum Beispiel  2005 anderthalb Millionen Besucher zählte. Im Museum werden 800 seiner Werke gezeigt.

## Veröffentlichungen
- ABC. Oxford University Press, Oxford, England 1962.
- 123. Oxford University Press, Oxford, England 1965.
- Illustrationen zu Robert Louis Stevenson: A Child’s Garden of Verses. F. Watts, New York City, USA 1966.
- The Lion and the Rat. 1967?
  - deutsch: Der Löwe und die Ratte, eine Fabel von Lafontaine. Büchergilde Gutenberg, Frankfurt am Main 1967.
- Birds. Oxford University Press, Oxford, England 1967.
- The Circus. Oxford University Press, Oxford, England 1970.
- The Owl and the Woodpecker. Oxford University Press, Oxford, England 1971.
- Little Wood Duck. Oxford University Press, Oxford, England 1972.
  - deutsch: Die kleine Wildente. Atlantis Verlag, Zürich/Freiburg im Breisgau 1973, ISBN 3-7611-0405-7.
- Arche Noah: Ein pop-up-Buch. Bohem-Press, Zürich 1995, ISBN 3-85581-263-2.
- A Christmas Story. Oxford University Press, Oxford, England 1989.
- Der Prinz vom Schneeland. Verlag Freies Geistesleben, Stuttgart 1991, ISBN 3-7725-1132-5.
- The Easter Story. Oxford University Press, Oxford, England 1993.
- St. Francis. Oxford University Press, Oxford, England, 1997.
  - deutsch: Franziskus. Verlag freies Geistesleben, Stuttgart 1995, ISBN 3-85581-263-2.
- Exodus. Eerdman Books for Young Readers, 1998, ISBN 0-802851754.
- Die Bremer Stadtmusikanten: Ein Brüder Grimm Märchen. von Wildsmith nacherzählt und illustriert. Bohem Press, Zürich 2000, ISBN 3-85581-334-5.

Autobiografie
- Brian Wildsmith (1930–). A Short Autobiography. Gale Research, Detroit 1988.

## Ausstellungskataloge
- Brian Wildsmith, Tōkyō 1995.